# متلازمة ترجرج العينين والارتجاج العضلي
متلازمة ترجرج العيون والاختلاج العضلي هي اضطراب عصبي نادر غير معروف السبب يبدو أنه نتيجة لعملية مناعة ذاتي تستهدف الجهاز العصبي. إنها حالة نادرة للغاية تصيب نسبة قليلة جدا لا تتعدى 1 في ال 10 ملايين سنويا. تصيب تلك الحالة 2 إلى 3% من الأطفال المصابين بالورم الأرومي العصبي.

## التسمية
قام مارسل كينسبورن بوصف المرض لأول مرة عام 1962. (تم صياغة مصطلح «ترجرج» لأول مرة بواسطة أورزيشوسكي عام 1913، لكن تم وصفه كلاسيكيا وربطه بالورم الأرومي العصبي بواسطة كينسبورن. بعض التسميات الأخرى للمرض تتضمن:
- ترنح ترجرج العيون والاختلاج العضلي
- ترنح ترجرج العيون والاختلاج العضلي المصاحب للورم
- متلازمة كينسبورن
- داء الدماغ ذو الاختلاج العضلي في الأطفال
- متلازمة تراقص العينين والقدمين
- متلازمة تراقص العينين

## العلامات والأعراض
تتضمن الأعراض
- ترجرج العينين (حركات عين سريعة لاإرادية متعددة المحاور (أفقية ورأسية) غير متوقعة مقترنة بدون فترات بينية لدوران العين السريع
- اختلاج عضلي (ارتعاش قصير لارادي لعضلة واحدة أو مجموعة من العضلات)
- ترنح مخيخي جذعي وطرفي
- حبسة (اضطراب لغوي يحدث فيه ضعف في النطق وفهم الكلام بسبب إصابة المخ)
- بكم (اضطراب لغوي يصبح فيه المريض عاجزا عن الكلام على الرغم من القدرة على الكلام في الماضي وهو جزء من اضطراب عصبي أو نفسي أكبر غالبا).
- إعياء
- قابلية التهيج أو توعك
- ترويل
- حول (حالة لاتكون فيها العينان متحاذيتان كلا منهما مع الأخرى)
- تقيوء
- اضطرابات في النوم

تحدث نصف حالات المرض تقريبا مع حالات الورم الأرومي العصبي (سرطان الجهاز العصبي السمبثاوي ويحدث عادة في الأطفال والرضع).

## التشخيص
قد يكون التشخيص بطيئا بسبب أن المرض نادر ويحدث في متوسط عمر 19 شهر (6 إلى 36 شهر). تم تشخيص بعض الحالات بشكل خاطيء على أنها حدثت بسبب فيروس. بعد تشخيص المرض، يتم اكتشاف الورم الأرومي العصبي المصاحب في نصف الحلالات مع متوسط تأخر 3 شهور.

## السبب
نصف الحالات تقريبا تكون مُصاحبة بورم أرومي عصبي ويُعتقد أن معظم الحالات الأخرى مُصاحبة بورم أرومي عصبي بدرجة طفيفة ينحسر بشكل تلقائي قبل تحديده. يُعتبر المرض أحد المتلأزمات القليلة المصاحبة للسرطانات والتي تحدث في كل من الأطفال والبالغين، على الرغم من أن آليات الاختلال المناعي المسببة لمتلازمة البالغين مختلفة على الأرجح.
يفترض نظريا أن سبب باقي الحالات هو عدوى فيروسية (قد تكون فيروس القديس لويس المسبب للالتهاب الدماغي، فيروس ابشتاين بار، فيروس كوكساكي بي أو فيروس معوي) على الرغم من عدم ثبوت وجود علاقة مباشرة.
لايُنظر إلى المرض بصفة عامة على أنه مرض معدي. لاينتقل المرض عن طريق الجينات.
مسار المرض والأنواع الإكلينيكية الفرعية ]تعديل[
في معظم الحالات يبدأ المرض بنوبة حادة شديدة من الأعراض الجسدية في غضون أيام أو أسابيع إلا أن بعض الأعراض الأقل وضوحا مثل التهيج والإعياء قد تبدأ قبل ذلك بأسابيع أو شهور.

## مصير تقدم المرض
لايوجد حاليا فحوصات معملية مثبتة إكلينيكيا تتنبأ بمصير تقدم المرض أو مدى الاستجابة للعلاج.
تميل الأورام التي تحدث في الأطفال المصابين بمتلازمة ترجرج العيون والاختلاج العضلي إلى كونها أكثر نضجا بالإضافة إلى كونها ذات تركيب نسيجي حميد مع غياب تمدد المستضاد الورمي n-myc بشكل أكبر من الأورام المشابهة في الأطفال بدون أعراض متلازمة ترجرج العيون والاختلاج العضلي. من الشائع إصابة العقد الليمفاوية المحيطة ولكن هؤلاء الأطفال نادرا مايعانون من حدوث نقيلات ورمية ومصير تقدم المرض عندهم ممتاز من ناحية عدم حدوث مرض أو وفاة بسبب الورم. معدل الحياة لمدة 3 سنوات للأطفال المصابين بالورم الأرومي العصبي الغير منتقل ومتلازمة ترجرج العيون والاختلاج العضلي هو 100% طبقا لبيانات مجموعة سرطان الأطفال (والتي تم تجميعها من 675 مريضا تم تشخيصهم بين عامي 1980 و 1994) معدل الحياة لمدة 3 سنوات للأطفال بالمقارنة مع المصابين بمتلازمة ترجرج العيون والاختلاج العضلي كانت 77%. على الرغم من أن المرضى يستجيبون بشكل قطعي للستيرويدات وأن الشفاء من الأعراض الحادة للمتلازمة قد تكون جيدة بشكل كبير إلا أن الأطفال يعانون من عواقب عصبية طويلة المدى تعيق النمو الحركي والإدراكي واللغوي والنفسي.
يعاني معظم الأطفال من الصورة الارتدادية للمرض إلا أن القليل منهم يحدث لهم المسار أحادي الطور للمرض وتكون احتمالية شفائهم بدون عيوب متبقية أكبر. ربما تلعب العدوى الفيروسية دورا في إعادة تنشيط المرض في بعض المرضى الذين كانوا يعانون من انحسار سابق للمرض، ربما يحدث ذلك عن طريق زيادة عدد خلايا الذاكرة ب في الجهاز المناعي. أكدت الأبحاث بشكل عام أن 70 – 80% من الأطفال المصابين بالمتلازمة يعانون من خلل عصبي أو إدراكي أو نفسي أو أكاديمي أو خلل في النمو. وحيث أنه لم يتم الإبلاغ عن صعوبات عصبية أو صعوبات في النمو كعواقب للورم الأرومي العصبي أو كنتيجة لعلاجه فمن المرجح أن يكون ذلك بسبب الآلية المناعية المسببة للمتلازمة بشكل حصري.
استنتجت إحدى الدراسات أن: مرضى المتلازمة المصابين بالورم الأرومي العصبي يتمتعون بفترة طويلة من العيش مع المرض إلا أنهم عرضة بشكل كبير للمضاعفات العصبية. تقترن الفترة الحميدة للمرض مع زيادة التعرض لحدوث مضاعفات عصبية. يحتاج دور الأجسام المضادة للأعصاب في المضاعفات المتأخرة للمتلازمة توضيحا بشكل أكبر.
تنص دراسة أخرى هي Neuroepidemiologic Trends in 105 US Cases of Pediatric Opsoclonus-Myoclonus Elizabeth D. Tate, Michael R. Pranzatelli, Tyler Allison, Steven Verhurst, Springfield, IL على حدوث الاختلالات النفسية واللغوية والإدراكية في معظم المرضى.

## العلاج
لايوجد علاج معروف محدد للمتلازمة إلا أن بعض الأدوية المتنوعة أثبتت فعاليتها في علاجها.
بعض الأدوية المستخدمة في علاج الأعراض هي:
- الهرمون الموجه لقشرة الكظر أثبت تحسن في الأعراض لكنه قد يؤدي إلى شفاء غير مكتمل مع اختلالات متبقية
- الستيرويدات القشرية (مثل البريدنيزون أو ميثايل بريدنيزون) والتي تستخدم بجرعات عالية (500 مج – 2 ج يوميا داخل الوريد لمدة 3 إلى 5 أيام) يمكنها تسريع انحسار الأعراض. يعقب ذلك تقليل تدريجي جدا للحبوب. يحتاج معظم المرضى جرعات عالية لشهور أو سنين قبل تقليل الحبوب.
- الجلوبيولينات المناعية في الوريد تستخدم غالبا مع نتائج متنوعة
- باقي الأدوية المثبطة للمناعة الأخرى مثل سايكلوفوسفاميد وآزيثوبرين قد تساعد في بعض الحالات
- العلاج الكيميائي للورم الأرومي العصبي قد يكون فعالا على الرغم من أن البيانات متضاربة وغير مقنعة في هذا الوقت.
- تم استخدام ريتوكسيماب وحقق نتائجا مشجعة. أنظر Immunologic and Clinical Responses to Rituximab in a Child With Opsoclonus-Myoclonus Syndrome Michael R. Pranzatelli, MD, Elizabeth D. Tate, FNP-C, MN, Anna L. Travelstead, BS, MT(ASCP)§ and Darryl Longee,MD
- يتم استخدام أدوية أخرى لعلاج الأعراض دون التأثير على طبيعة المرض (علاج عرضي):
- قد يكون ترادازون مفيدا لعلاج اضطرابات التهيج ومشاكل النوم
- بعض خيارات العلاج الأخرى تتضمن تبادل البلازما («غسل الدم» ويشبه الديال إلى حد كبير) في حالة الارتدادات الشديدة التي لاتستجيب للستيرويدات.

يمكن العثور على ملخص أكثر تفصيلا عن خيارات العلاج الحالية على http://www.omsusa.org/pranzatelli-medications.htm
يتعين على الأرجح تجنب الأدوية التالية:
- ميدازولام والذي قد يسبب التهيج
- الميلاتونين المعروف بتحفيز الجهاز المناعي.

## وصلات خارجية
- Awareness website for OMS
- Foundation for OMS awareness, research and family support
- An active OMS Support forum
- An active OMS Family Support Site
- short description of OMS نسخة محفوظة 27 يناير 2006 على موقع واي باك مشين.
- OMS Support Network
- The National Pediatric Myoclonus Center (US)
- Dancing eyes syndrome (UK name for OMS)
- National Organization for Rare Disorders, Inc.
- A blog about Amelia, an OMS patient diagnosed at 4.5 years (stage I neuroblastoma)
- The experience of a man who had OMS at age 32
- Chase Away OMS Foundation: A non-profit foundation dedicated to funding research to improve the diagnosis, treatment and ultimately find a cure for OMS
- Antibody information related to opsocponus
- Brief overview of O.M.S. along with an OMS Message Board.
- Laurie-Ann Duchaine Foundation: a non-profit foundation dedicated to funding to help families, find more cases in the world.